# Bernardino Lunati
Bernardino Lunati (né en  1452 à Pavie, Lombardie, Italie, et mort le 8 août 1497) pendant le siège Bracciano) est un cardinal italien de la fin du XVe siècle.

## Biographie
Lunati est protonotaire apostolique. Le pape Alexandre VI le crée cardinal lors du consistoire du 20 septembre 1493. Le cardinal Lunati est administrateur d'Aquino en 1495.
Lunati est nommé légat apostolique du duc de  Gandía et Urbino, capitaine général des troupes pontificales dans la guerre contre les Orsinis, et participe à l'occupation des villes d'Anguillara, Galera, Bassano, Sutri Campagnano, Formello, Sacrofano, Cesena, Viana et Bleda. Il meurt pendant le siège de Bracciano en 1497.